# Stephan Schulmeister

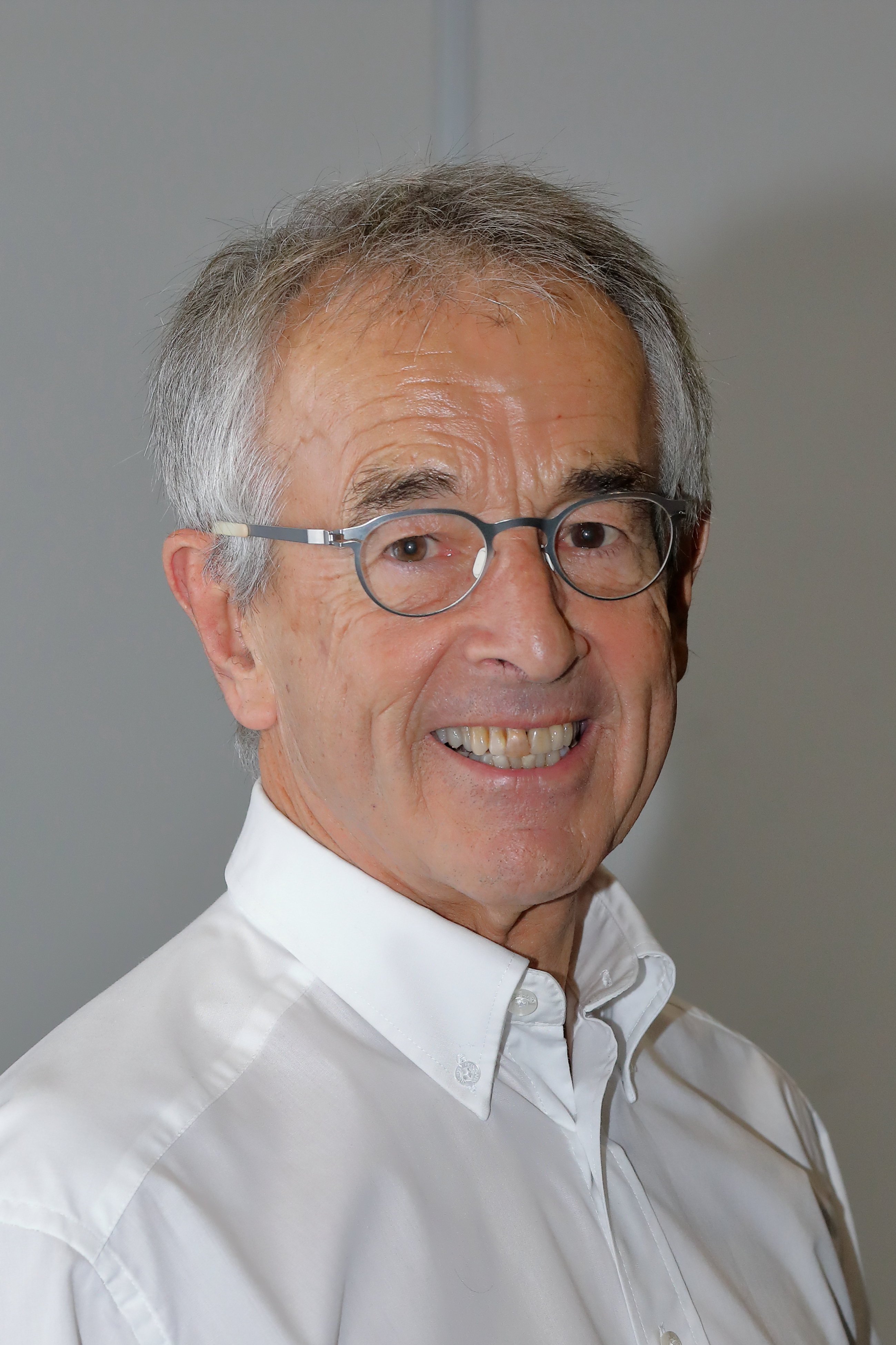
Stephan Schulmeister (2018)

Stephan Schulmeister (* 26. August 1947) ist ein österreichischer Jurist und Ökonom.

## Leben
Der Sohn des Journalisten Otto Schulmeister und Bruder des Journalisten Paul Schulmeister war von 1972 bis 2012 wissenschaftlicher Mitarbeiter beim österreichischen Wirtschaftsforschungsinstitut (WIFO) im Bereich „Mittelfristige Prognose, längerfristige Wirtschaftsentwicklung, Finanzmärkte und internationaler Handel“. Seine Arbeitsgebiete sind Industrieökonomie, Innovation und internationaler Wettbewerb, Außenwirtschaft und internationale Wirtschaftsbeziehungen, Finanzmärkte und Unternehmensstrategien.
Schulmeister war Stipendiat bei mehreren Organisationen außerhalb Österreichs, wie zum Beispiel der New York University und der University of New Hampshire.
Schulmeister übt in seinen zahlreichen Publikationen unter anderem eine dezidierte Kritik am Neoliberalismus (den er als „Marktreligiosität“ bezeichnet) und fordert Alternativvorschläge wie einen gesamteuropäischen New Deal, so unterzeichnete Schulmeister auch (gemeinsam mit 300 Intellektuellen) im Januar 2015 eine Unterstützung der linkspopulistischen Partei Syriza „im Kampf gegen die falsche Wirtschaftspolitik Europas“.

## Wirtschaftspolitischer Standpunkt
Schulmeister entwickelte ein Modell langer politökonomischer Entwicklungszyklen moderner kapitalistischer Marktwirtschaften, in denen sich zwei gesellschaftliche Machtkonstellationen und darauf basierende Spielanordnungen ablösen: Realkapitalismus und Finanzkapitalismus. Der lange Aufschwung wird durch ein Interessenbündnis zwischen Realkapital und Arbeit gegen das Finanzkapital und eine darauf basierende „realkapitalistische“ Spielanordnung, der lange Abschwung durch ein Bündnis zwischen Real- und Finanzkapital gegen die Arbeit und eine darauf basierende „finanzkapitalistische“ Spielanordnung bestimmt.
Obwohl Schulmeister einen New Deal für Europa im keynesianischen Sinne empfiehlt, kann man ihm nicht trivialen Keynesianismus unterstellen, als wesentlich erkennt er die seit den 1970ern in Relation tendenziell rückläufigen realwirtschaftlichen Unternehmensinvestitionen.

## Kritik
Im Oktober 2024 fiel Schulmeister durch eine Serie von zustimmenden israelkritischen bis unverblümt antisemitischen Retweets auf. In einer öffentlichen Diskussion verteidigte u. a. die linke Wiener Stadtzeitung Falter Schulmeisters Positionen, und noch am selben Tag publizierte er weitere, mit antisemitischen Codes versehene Kommentare und Retweets.

## Auszeichnungen
- 2018: Bruno-Kreisky-Preis für das politische Buch – Sonderpreis Arbeitswelten[11] für Der Weg zur Prosperität[12]
- 2020: Wissenschaftspreis der Keynes-Gesellschaft für Der Weg zur Prosperität[13]

## Veröffentlichungen (Auswahl)
- Synoptische und inkrementale Entscheidungen in der Wirtschaftspolitik. Diplomarbeit. Universität Wien, Wien 1976, OBV.
- Modellprognosen für den Reiseverkehr. Österreichisches Institut für Wirtschaftsforschung, Wien 1978, ISBN 3-437-50237-9.
- Einige Merkwürdigkeiten der internationalen Zins- und Wechselkursentwicklung. In: Wirtschaftspolitische Blätter. Nr. 3/4, 1985, S. 140–154 (PDF; 618 KB)
- Zur Krise der Weltwirtschaft in den siebziger und achtziger Jahren – ein Rekonstruktionsversuch. In: Bundesministerium für Wissenschaft und Forschung (Hrsg.): Verarbeitungsmechanismen der Krise. Braumüller, Wien 1988, ISBN 3-7003-0794-2, S. 145–169 (PDF; 1,11 MB)
- Preisdynamik auf spekulativen Märkten. In: BEIGEWUM (Hrsg.): Vom „obsoleten“ zum „adäquaten“ marktwirtschaftlichen Denken. Metropolis-Verlag, Marburg 1992, ISBN 3-926570-54-7, S. 137–150
- Notenbank und Staatsverschuldung. In: Kurswechsel. 1997(1), S. 9–17 (PDF)
- Die Bundesbank: Hüter der Stabilität oder des Finanzkapitals. In: Kursbuch. Heft 130, Dezember 1997, S. 55–71 (PDF; 569 KB)
- Wege zur Vollbeschäftigung – Globale, europäische und österreichische Strategien. In: Arbeitsgemeinschaft für wissenschaftliche Wirtschaftspolitik (Hrsg.): Wirtschaftspolitische Alternativen zur globalen Hegemonie des Neoliberalismus. ÖGB-Verlag, Wien 1997, ISBN 3-7035-0660-1, S. 21–46 (PDF; 791 KB)
- Der polit-ökonomische Entwicklungszyklus der Nachkriegszeit. In: Internationale Politik und Gesellschaft. 1/1998, S. 5–21 (PDF; 1,03 MB)
- Wir Finanzkapitalisten! In: Die Neue Gesellschaft – Frankfurter Hefte. Juni 1998, S. 525–530 (PDF)
- Neoliberalismus, Katholische Soziallehre und gesamtwirtschaftliche Effizienz. In: Wirtschaftspolitische Blätter. Nr. 5, 1998, S. 450–457 (PDF)
- Die Zukunft des Europäischen Modells. In: Karl Aiginger, Hannes Farnleitner, Stephan Koren, Claus Raidl & Wilfried Stadler (Hrsg.): Impulse für das Unternehmen Österreich. Eine Experten-Agenda zur Zukunftssicherung. Ueberreuter, Wien/Frankfurt 1999, ISBN 3-7064-0570-9, S. 43–51 (PDF)
- Globale Finanzmärkte – Siegeszug des Neoliberalismus? In: Wolfgang Greif, Gerlinde Leitgeb & Gerald Wintersberger (Hrsg.): Alternativen zum Neoliberalismus. Sozial ins 21. Jahrhundert. ÖGB-Verlag, Wien 1999, ISBN 3-7035-0711-X, S. 29–43 (PDF)
- Die unterschiedliche Wachstumsdynamik in den USA und Deutschland in den neunziger Jahren. In: Arne Heise (Hrsg.): USA – Modellfall der new economy? Metropolis-Verlag, Marburg 2001, ISBN 3-89518-353-9, S. 131–167 (PDF; 914 KB)
- Strategien gegen den Neoliberalismus. In: Roland Widowitsch, Gerlinde Breiner & Sepp Wall-Strasser (Hrsg.): Im Roulette der Finanzmärkte. Alterssicherung in Zeiten des Neoliberalismus. Promedia, Wien 2002, ISBN 3-85371-187-1, S. 17–29 (PDF; 563 KB)
- Zehn Thesen zum Misstrauen in die Aktienmärkte. In: Wirtschaftspolitische Blätter. Nr. 50(1), 2003, S. 63–66 (PDF)
- Der Finanzkapitalismus, die Wachstumskrise und das Europäische Modell. In: Eckhard Hein, Arne Heise & Achim Truger (Hrsg.): Finanzpolitik in der Kontroverse. Metropolis-Verlag, Marburg 2004, ISBN 3-89518-481-0, S. 23–69 (PDF; 1,24 MB)
- Anmerkungen zu Wirtschaftspolitik und Wachstumsdynamik in Österreich seit 1945. In: Gerbert Frodl, Paul Kruntorad & Manfried Rauchensteiner (Hrsg.): Physiognomie der 2. Republik. Czernin, Wien 2005, ISBN 3-7076-0066-1, S. 333–365 (PDF)
- Die „ausgeblendeten“ Ursachen der deutschen Wirtschaftskrise. In: Günther Chaloupek, Arne Heise, Gabriele Matzner-Holzer & Wolfgang Roth  (Hrsg.): Sisyphus als Optimist. Versuche zur zeitgenössischen politischen Ökonomie. In Memoriam Egon Matzner. VSA-Verlag, Hamburg 2005, ISBN 3-89965-120-0, S. 94–117 (PDF; 1,12 MB)
- Das neoliberale Weltbild – wissenschaftliche Konstruktion von „Sachzwängen“ zur Förderung und Legitimation sozialer Ungleichheit. In: Friedrich Klug & Ilan Fellmann (Hrsg.): Schwarzbuch Neoliberalismus und Globalisierung. Kommunale Forschung in Österreich Bd. 115. Magistrat der Landeshauptstadt Linz, Linz 2006, ISBN 3-902493-02-X, S. 153–175 (PDF; 1,68 MB)
- Finanzspekulation, Arbeitslosigkeit und Staatsverschuldung. In: Intervention. Nr. 4(1), 2007, S. 73–97 (PDF; 7,14 MB)
- Anmerkungen von Dr. Karl Marx zur wirtschaftlichen Entwicklung seit 1980. In: Paul Kellermann (Hrsg.): Die Geldgesellschaft und ihr Glaube. Ein interdisziplinärer Polylog. VS-Verlag, Wiesbaden 2007, ISBN 3-531-15472-9, S. 27–40 (PDF; 737 KB)
- Wirtschaftspolitik und Finanzinstabilität als Ursachen der unterschiedlichen Wachstumsdynamik in den USA und Europa. In: Günther Chaloupek, Eckhard Hein & Achim Truger (Hrsg.): Ende der Stagnation? Wirtschaftspolitische Perspektiven für mehr Wachstum und Beschäftigung in Europa. LexisNexis ARD Orac, Wien 2007, ISBN 3-7007-3731-9, S. 15–41 (PDF)
- Geld als Mittel zum (Selbst)Zweck. In: Konrad Paul Liessmann (Hrsg.): Geld. Was die Welt im Innersten zusammenhält? Zsolnay, Wien 2009, ISBN 978-3-552-05458-5 (PDF; 258 KB)
- Die neue Weltwirtschaftskrise. Ursachen, Folgen, Gegenstrategien. AK, Wien 2009, ISBN 978-3-7063-0375-0 (PDF; 1,42 MB)
- Mitten in der großen Krise – ein „New Deal“ für Europa. Picus-Verlag, Wien 2010, ISBN 978-3-85452-586-8[14]
- Der Weg zur Prosperität, Ecowin, München 2018, ISBN 978-3-7110-0148-1[15]